# إدوارد معلوف
إدوارد معلوف هو دراج لبناني، ولد في 11 ديسمبر 1968 في الحدث بسهل البقاع في لبنان.
حيث أنه متسابق دراجات هوائية وهو الشخص الأول والوحيد الذي حصل على ميداليات للبنان في الألعاب البارالمبية.
ففي عام 1995 أثناء عمله سقط من الطابق السادس في أحد المباني في بيروت فأصيب بالشلل. وبعد عامين بدأ التدرب في الرياضات المخصصة للأشخاص ذوي الإعاقة.

## النتائج الرئيسية
في عام 2006 فاز بماراثون الدراجات اليدوية في مدينة نيويورك.
وفي عام 2007 فاز بالميدالية الفضية في بطولة العالم لسباق الدراجات لذوي الاحتياجات الخاصة في بوردو. وفي وقت لاحق من نفس العام فاز بسباق الدراجات اليدوية الأوروبي بالإضافة إلى ماراثون بيروت للدراجات اليدوية.
أما في عام 2008 فقد فاز معلوف بماراثون الدراجات اليدوي الدولي.
وفي عام 2009 شارك في ماراثون الدراجات اليدوية الدولي حيث شهد حدثاً لافتاً. إذ أنه وأثناء السباق تمزق أحد إطارات سيارته واضطر إلى قضاء حوالي دقيقتين في استبداله. ورغم هذه العقبة تمكن معلوف من الحصول على المركز الثالث.

## أولمبياد بكين 2008
وفي دورة الألعاب البارالمبية في بكين حصل على ميداليتين برونزيتين. حيث كان الممثل الوحيد للبنان في دورة بكين للألعاب الأولمبية وكان حامل علم بلاده خلال حفل الافتتاح.
ولإعداد نفسه خضع معلوف لتدريبات مكثفة في هولندا وكان برفقته مدربان هولنديان في بكين.
حيث تنافس في حدثين: سباق ضد الزمن وسباق الطريق، وكلاهما في الفئة أتش سي بي - ب "للرياضيين الذين يعانون من فقدان كامل لوظيفة الأطراف السفلية واستقرار محدود في الجذع". وفي سباق ضد الزمن كان واحداً من خمسة عشر متنافساً، واحتل المركز الثالث بوقت قدره 22:12.91 - بفارق 0.85 ثانية خلف فيتوريو بوديستا من إيطاليا. وفاز السويسري هاينز فراي بالميدالية الذهبية بزمن 22:06.23. وقد أحرز معلوف الميدالية البارالمبية الأولى لبلاده. وفي سباق الطريق كان مرة أخرى أحد المتسابقين الخمسة عشر، وفاز مرة أخرى بالميدالية البرونزية. إذ كان وقته 1:28:26 متأخرًا بثانية واحدة فقط عن وقت فوز هاينز فراي (1:28:25)، وكان مطابقًا (في غضون ثانية) لوقت الحائز على الميدالية الفضية ماكس ويبر من ألمانيا.
وقال معلوف في وقت لاحق إنه كان مرهقًا خلال السباق الثاني. فذهب "مباشرة إلى المستشفى" بعد ذلك وتم تشخيص إصابته بعدوى في الدم. ثم أمضى أربعة أشهر في المستشفى. وبعد المباريات أكد أيضاً أنه لم يتلق سوى القليل جداً من الدعم من السلطات اللبنانية. وقال إنهم قدموا له فقط تذاكر الطائرة وبدلة رياضية، ولم يتلق أي اعتراف رسمي بعد أدائه باستثناء التهنئة من السفير اللبناني في الصين.

## أولمبياد لندن 2012
تنافس مرة أخرى كممثل لبنان الوحيد في دورة الألعاب البارالمبية الصيفية 2012 في لندن، حيث شارك في حدثين لسباق الدراجات على الطريق. لكن في سباق الطريق للرجال أتش2 تأخر عن الموعد وخرج في سباق ضد الزمن، وفي سباق الطريق للرجال أتش2 تم لفه والقضاء عليه حيث احتل المركز التاسع من بين أربعة عشر متسابقًا في 30:01.34.

## روابط خارجية
- الموقع الرسمي